# Nicoline Artursson
Nicoline Artursson (Villshärad, 1993) è una modella svedese, eletta Miss Mondo Svezia 2011.

## Biografia
La Artursson ha rappresentato la Svezia in occasione del concorso di bellezza internazionale Miss Mondo 2011, che si è tenuto il 6 novembre a Londra, dove si è classificata in top 15. Nicoline Artursson è nata nel villaggio di Villshärad appena fuori Halmstad, ma parla fluentemente anche la lingua francese dato che ha vissuto a Parigi, in Francia per un anno, lavorando come modella per l'azienda di abbigliamento Abercrombie & Fitch presso Champs-Élysées. A Nicoline Artursson le era stata anche offerta l'opportunità di essere la protagonista dell'edizione francese del reality show The Bachelorette, ma ha rifiutato per poter terminare i propri studi in Svezia.